# Vivári
Vivári (grec moderne : Βιβάρι) est une localité située dans le dème des Naupliens, dans le district régional d'Argolide, dans la périphérie du Péloponnèse, en Grèce.
Selon le recensement de 2021, elle compte 252 habitants.

## Géographie
Vivári appartient, à la suite du programme Kallikratis de 2011, au district municipal d'Asini, lui-même rattaché au dème (municipalité) de Nauplie. Le chef-lieu du district municipal d'Asini est la localité voisine de Drépano.

## Économie
L'économie de Vivári repose essentiellement sur le tourisme, la pêche, l'agriculture et le commerce des agrumes et des légumes.